# Heads Up (Warpaint)
Heads Up è il terzo album in studio del gruppo indie rock/dream pop statunitense Warpaint, pubblicato nel 2016.

## Tracce
1. White Out – 4:42
2. By Your Side – 4:32
3. New Song – 4:16
4. The Stall – 4:55
5. So Good – 5:59
6. Don't Wanna – 3:42
7. Don't Let Go – 4:21
8. Dre – 3:58
9. Heads Up – 4:57
10. Above Control – 5:05
11. Today, Dear – 4:49